# Nigorella aethiopica
Nigorella aethiopica är en spindelart som beskrevs av Wesolowska, Tomasiewicz 2008. Nigorella aethiopica ingår i släktet Nigorella och familjen hoppspindlar. Inga underarter finns listade i Catalogue of Life.